# Shigeaki Ueki

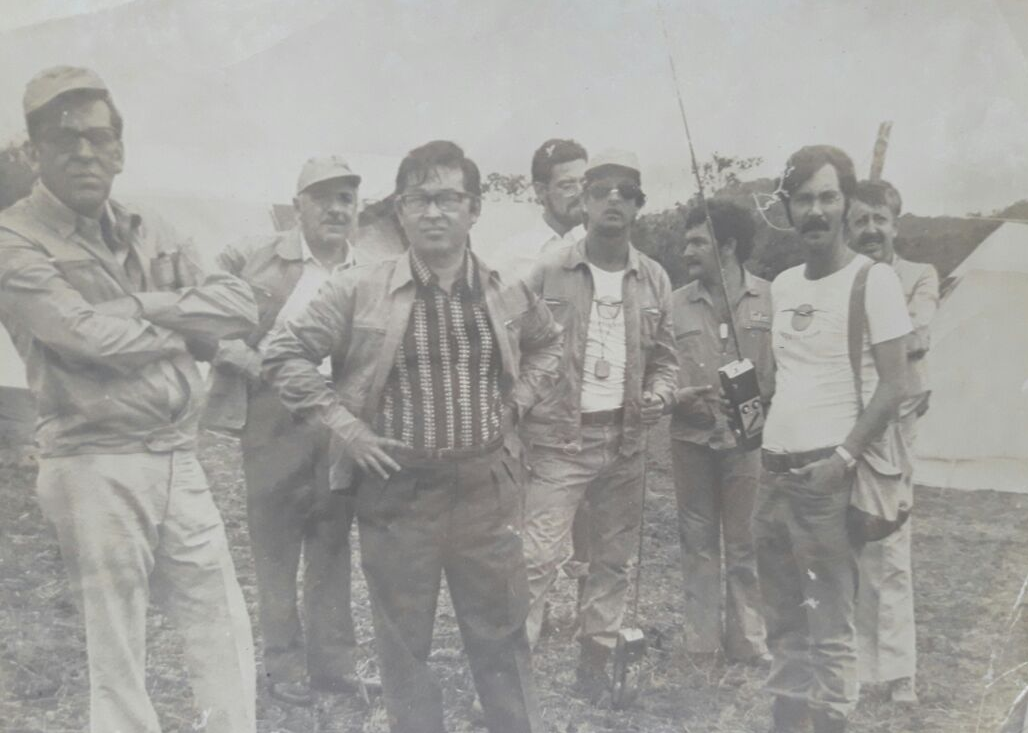
Shigeaki Ueki com Geólogos do Projeto Radam (Radar na Amazônia), inclusive Raimundo Montalvão.

Shigeaki Ueki, em japonês:  植木 茂彬 [Ueki Shigeaki] (Bastos, 15 de agosto de 1935) é um advogado e político brasileiro.

## Biografia
Filho de Torizi Ueki e Masako Ueki.
Em 1959 formou-se em direito pela Pontifícia Universidade Católica de São Paulo (PUC-SP). 
Casou-se com Luci Ueki com quem teve dois filhos.
Trabalhou no banco Moreira Salles.

### Petrobrás Distribuidora
Em 1969 trabalhou como diretor de comercialização da Petrobrás e presidente da subsidiaria de distribuição. O chefe da estatal era Ernesto Geisel.

### Ministério de Minas e Energia (1974-1979)
Em 15 de março de 1974 se tornou ministro de Minas e Energia por nomeação do presidente Ernesto Geisel.
Por conta da alto dos preços de petróleo, negociou o Acordo Nuclear Brasil-Alemanha com oito usinas nucleares planejadas.
Em 1975, quebrou o monopólio da Petrobrás na área de prospecção, permitindo a empresas estrangeiras permissão para explorar. Anunciou a descoberta de petróleo na bacia de Campos.
Também em 1975 liderou a criação do Proalcool.
Seu mandato acabou em 15 de março de 1979.

### Presidência da Petrobrás (1979-1984)
Em 26 de março de 1979 foi empossado como presidente da Petrobrás, sucedendo Araquém de Oliveira. Foi o primeiro presidente civil da Petrobrás.
Em agosto de 1984 saiu da companhia.

### Camargo Corrêa
Sua indicação para representar o Brasil na Comunidade Européia falhou no Senado. Shigeaki trabalhou como presidente executivo da Camargo Corrêa.